# جاج
جاج هي إحدى القرى اللبنانية من قرى قضاء جبيل في محافظة جبل لبنان.
ترتبط قرية جاج تاريخياً بالأرز الموجود في جبلها. كثافة الأرز في جبل جاج والبحر المتحرّك على الشاطئ جعلت الفينيقيين أشهر الملاّحين فصنعوا سفنهم من أرز جاج وشقّوا البحر ناشرين الأبجديّة في العالم وحملوا معهم خشب الأرز إلى دولٍ عدّة. وأعظم ما أنجز من أرز جاج هو هيكل سليمان. عدد أشجار هذه الغابة حوالي المئتين وتبعد عن البلدة «جاج» أربعة كيلو مترات.